# Новопокровка (Лозівський район)
Новопокро́вка — село в Україні, у Близнюківській селищній громаді Лозівського району Харківської області. Населення становить 1 людина . До 2020 орган місцевого самоврядування — Близнюківська селищна громада

## Географія
Село Новопокровка розташоване на лівому березі річки Гнилуша, за 3 км від села Башилівка. Частина села раніше називалася Знаменівка.

## Історія
- 1820 — дата заснування.
- 1942–1943 рр. на території Новопокровки відбувались запеклі бої за визволення села. Остаточно село визволили у вересні 1943 року. У боях при оборонні та визволенні села загинуло 55 воїнів.
- 12 червня 2020 року, відповідно до Розпорядження Кабінету Міністрів України № 725-р «Про визначення адміністративних центрів та затвердження територій територіальних громад Харківської області», увійшло до складу Близнюківської селищної громади.[1]
- 19 липня 2020 року, в результаті адміністративно-територіальної реформи та ліквідації Близнюківського району, увійшло до складу Лозівського району Харківської області.[2]

## Економіка
- У селі була молочнотоварна ферма.